# Saint-Thurien (Finistère)
Saint-Thurien (bret. Sant-Turian) – miejscowość i gmina we Francji, w regionie Bretania, w departamencie Finistère.
Według danych na rok 1990 gminę zamieszkiwały 883 osoby, a gęstość zaludnienia wynosiła 41 osób/km² (wśród 1269 gmin Bretanii Saint-Thurien plasuje się na 623. miejscu pod względem liczby ludności, natomiast pod względem powierzchni na miejscu 465.).